# Fönsterbomal
Fönsterbomal (Monopis fenestratella) är en fjärilsart som beskrevs av Lucas Friedrich Julius Dominikus von Heyden 1863. Fönsterbomal ingår i släktet Monopis och familjen äkta malar. Arten är reproducerande i Sverige. Inga underarter finns listade i Catalogue of Life.